# Hopkins School

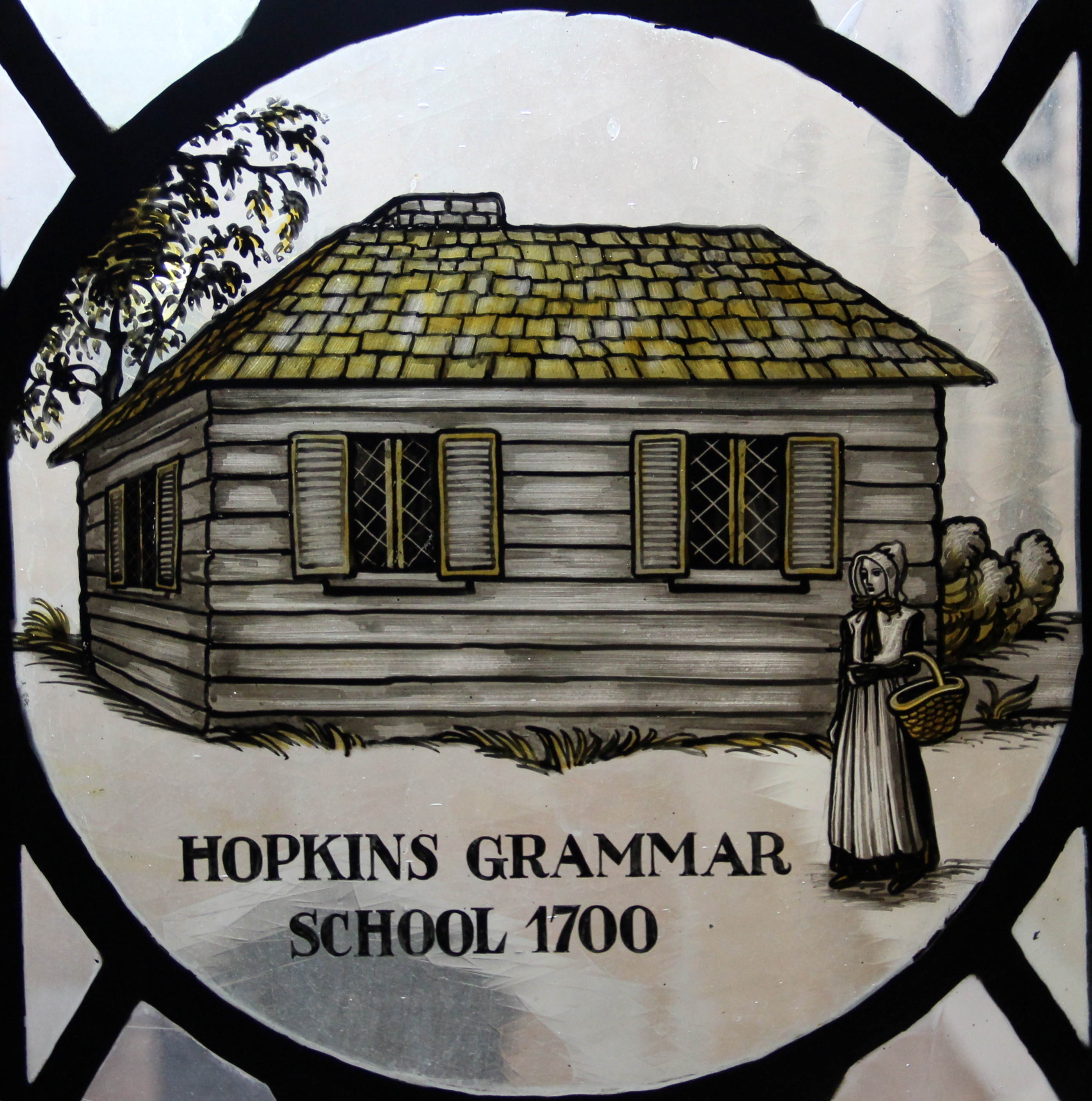
Hopkins Grammar School um 1700

Hopkins School ist eine US-amerikanische Privatschule mit ca. 700 Schülern in den Klassen 7 bis 12 in New Haven (Connecticut), die auf das College vorbereitet. Gegründet 1660, gehört sie zu den ältesten Schulen in den Vereinigten Staaten. Sie ist eine Tagesschule und hat kein Internat.

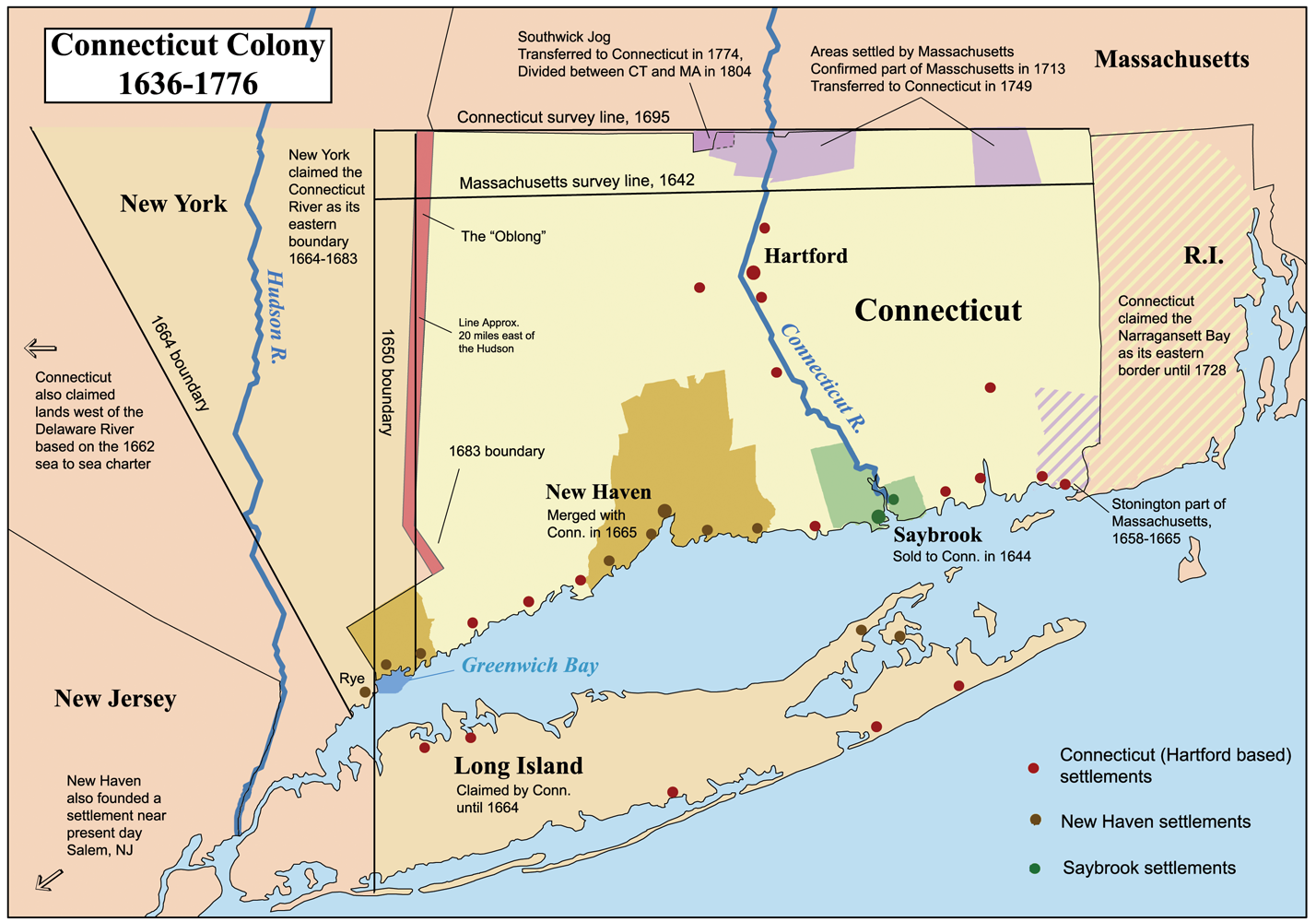
Karte des kolonialen Connecticut

1926 zog die Schule zum heutigen Standort auf einem Hügel westlich vom Stadtzentrum in der Nähe der Yale-Universität. 1972 wurde die Koedukation eingeführt. Die Schulgebühr betrug 2024/25 $ 53.150, 28 % der Schüler erhalten ein Stipendium. Es gibt die Junior School (7./8. Klasse) und die High School (9.–12. Klasse). Die Schule hat an ihrer altsprachlichen Tradition festgehalten. Baldwin Hall (benannt nach dem Bundesrichter Henry Baldwin) ist zurzeit das Hauptgebäude auf dem Campus.

## Geschichte
Die Hopkins Grammar School wurde in einem nur einräumigen Haus in New Haven Green durch den letzten Willen des Gouverneurs der Connecticut Colony Edward Hopkins († 1657) gegründet, um „eine hoffnungsvolle Jugend auszubrüten“. Ihm ging es um höhere Bildung wie im englischen Mutterland, der Prediger John Davenport setzte das überlassene Vermögen für die Hopkins Stiftung ein. Jeremiah Peck war ab 1660 der erste Schulleiter der strikt puritanischen Gemeinde. Die Zeit von 1696 bis 1853 wird „The Fallow Years“ (Brachjahre) genannt, die von ständigen Finanznöten und Lehrerwechseln geprägt waren. Eine Konkurrenz war die 1701 bei New Haven gegründete Collegiate School, aus der später die Yale University entstand. Trotz der Engpässe war ein Neubau für mehr Schüler notwendig, die Schule wechselte danach mehrfach den Standort. Um 1853 gab es etwa hundert Schüler, seitdem ist die Schule ständig gewachsen. 1972 fiel der Name Grammar School weg. Durch die Nähe der Yale-Universität haben viele Absolventen dort studiert.
Die Johns-Hopkins-Universität in Maryland hat nichts mit der Schule zu tun.

## Schüler
- Roger Sherman Baldwin (class of 1807) – Governor in Connecticut
- Simeon Eben Baldwin (class of 1857) – Governor in Connecticut
- Wilson S. Bissell (class of 1865) – United States Postmaster General
- Augustus Brandegee (class of 1845) – Richter und Politiker.
- Nicholas Britell (class of 1999) – Komponist
- Guido Calabresi (class of 1949) – Dekan der Yale Law School
- Walter Camp (class of 1876) – Gründer des modernen American Football
- George DiCenzo (class of 1958) – Schauspieler
- Alexander DiPersia – Schauspieler
- Timothy Dwight V (class of 1845) – Präsident der Yale University
- Henry W. Edwards (class of 1793) – Governor in Connecticut
- Ernest Flagg (class of 1876) – Architekt
- John Geanakoplos (class of 1970) – Wirtschaftswissenschaftler
- Josiah Willard Gibbs (class 1854) – Vater der Thermodynamik
- Chauncey Goodrich (class of 1840) – Herausgeber von Webster's Dictionary
- John Hays Hammond (class of 1873) – Mitgründer von De Beers
- James Hillhouse (class of 1769) – Senator
- Edward M. House (class of 1877) – Diplomat, Berater von Woodrow Wilson
- William Morris Hunt (class of 1834) – Maler
- Jared Ingersoll (class of 1762) – Delegierter für den Continental Congress
- Charles Ives (class of 1894) – Komponist
- Harold Hongju Koh (class of 1971) – Dekan der Yale Law School
- Scott Lowell (class of 1983) – Schauspieler
- Paul MacCready (class of 1943) – Luftfahrtingenieur
- John Malone (class of 1959) – Telekommunikationsunternehmer
- Edwards Pierrepont (class of 1833) – New York Supreme Courtjustice, United States Attorney General
- Selden Palmer Spencer (class of 1880) – Senator
- Benjamin Silliman (class of 1833) – Gelehrter
- William Henry Stiles (class of 1825) – Politiker in Georgia
- Alfred Howe Terry (class of 1838) – American Civil War General
- Washington F. Willcox (class of 1858) – Politiker in Connecticut
- Theodore Winthrop (class of 1841) – Autor

## Einzelbelege
1. ↑  Hopkins at a Glance | Hopkins School. Abgerufen am 20. April 2021.
2. ↑  Mission & History | Hopkins School. Abgerufen am 20. April 2021.
3. ↑  United States Office of Education: Report of the Commissioner of Education. U.S. Government Printing Office, 1901 (google.de [abgerufen am 20. April 2021]).

Koordinaten: 41° 19′ 8,4″ N, 72° 58′ 15,4″ W